# Królowa Śniegu (film 1957)
Królowa Śniegu (ros. Снежная королева, Snieżnaja korolewa, ang.The Snow Queen) – radziecki pełnometrażowy film animowany z 1957 roku będący ekranizacją baśni Hansa Christiana Andersena o tej samej nazwie. Wyprodukowany w studiu Sojuzmultfilm w Moskwie. Film był wielokrotnie nagradzany na festiwalach.

## Fabuła
Ole Zmruż-oczko opowiada o tym, ile bajek poznał od niego Hans Christian Andersen i otwiera nad śpiącymi dziećmi dwa parasole – pstrokaty pełen miłych baśniowych snów przeznaczony dla grzecznych dzieci, zaś czarny pozbawiony  jest dla tych niegrzecznych. Ole Zmruż-oczko opowiada jedną z tychże historii:
W pewnym starym mieście mieszka po sąsiedzku dwoje dzieci – Kaj i Gerda. Są ze sobą tak zżyci, że wymieniają się dwie różami i razem je sadzą na znak przyjaźni. Pewnego zimowego wieczora, babcia Gerdy opowiada o pochodzeniu płatków śniegu. Są one sługami składającej się z lodu Królowej Śniegu, żyjącej w lodowym pałacu na dalekiej północy. Stamtąd dogląda przez lodowe lustro wszystkie podległe jej krainy, a często też przelatuje ulicami miast zaglądając w okna.
Kaj żartuje sobie, że postawiłby ją na gorącym piecu, żeby się roztopiła. Rozjuszona przechwałkami Kaja Królowa Śniegu rozbija lustro i wysyła jego okruchy, by te wbijały się w ludzkie serca i czyniły ich okrutnymi. Jedne z odłamków trafia Kaja, który staje się okrutnym. Z radością niszczy róże, które od mrozu zwiędły i sczerniały, i wybiega z mieszkania Gerdy ku jej rozpaczy.
Od tego czasu Kaj staje się okrutny dla Gerdy. Podczas zabawy na śniegu na rynek miasta przyjeżdża swymi saniami Królowa Śniegu powodując popłoch. Kaj wbrew ostrzeżeniom Gerdy przywiązuje swoje sanki do powozu Królowej Śniegu i odjeżdżają poza miasto. Początkowo Kaj boi się Królowej Śniegu, lecz ta obejmuje go i całuje go, mrożąc jego serce całkowicie. Zabiera go do swej krainy, by tam zapomniał o jakichkolwiek uczuciach.
Smutna Gerda po nadejściu wiosny wszczyna poszukiwania Kaja. Ofiaruje rzece swe trzewiki, która zaprowadza ją do pałacyku starej wróżki. Wróżka zaczarowuje Gerdę, by ta zapomniała o wszystkim i została z nią na zawsze. Gerda podczas przechadzki po ogrodzie dostrzega róże podobne do tych jej i Kaja, dzięki czemu przypomina o dawnym życiu i opuszczę starą wróżkę.
Podczas wędrówki nad morzem spotyka starego kruka, któremu opowiada o Kaju. Kruk wspomina, że niedawno pojawił się chłopiec, który stał się partnerem księżniczki i być może to jest Kaj. Zaprowadza on Gerdę do książęcego dworu, w którym służy jego narzeczona wrona. Gerda dowiedziawszy się, że nie zostanie wpuszczona bosa, przemyka się nocą do pałacu. Gdy Gerda z ptakami dociera do książęcej sypialni, ale okazuje się, że partner księżniczki nie jest Kajem. Zbudzona księżniczka wzywa straże, jednak po wyjaśnieniach Gerdy ona i książę decydują się jej pomóc.
Tymczasem Kaj przebywa w pałacu Królowej Śniegu i zachwyca się lodowymi kryształami, lecz brakuje mu zapachu żywych kwiatów. Królowa Śniegu informuje go, że zapach kwiatów, piękno, radość, poezja i miłość są zakazane w jej krainie. Wkrótce Kaj zapomina o wszystkim, z wyjątkiem miłości do Gerdy. Początkowo Królowa Śniegu irytuje się, jednak uspokaja się i zapewnia Kaja, że o Gerdzie też zapomni.
Książęca para ofiarowuje Gerdzie złotą karetę, by nią dotarła nią bezpiecznie do Kaja. W ciemnym lesie złota kareta zostaje napadnięta przez rozbójników, zaś wzięta do niewoli Gerda staje się własnością córki przywódczyni rozbójników. Po dotarciu ruin zamku, gdzie znajduje się kryjówka rozbójników, Gerda zapoznaje się z resztą menażerii małej rozbójniczki i opowiada o Królowej Śniegu. Rozbójniczka poruszona historią Gerdy decyduje ją oszczędzić. Gołębie informują, że Królowa Śniegu zabrała Kaja do Laponii. Renifer pochodzący z Laponii, wchodzący w skład menażerii rozbójniczki, zostaje przez nią uwolniony pod warunkiem zaprowadzenia tam Gerdy. Rozbójniczka pod wpływem dobroci Gerdy zmienia nastawienie i uwalnia resztę swych zwierząt.
Gerda z reniferem zatrzymuje się u starej Laponki, która informuje, że Królowa Śniegu z Kajem pomknęła do Finlandii. Zapisuje wiadomość na rybie dla starej Finki, która może pomóc Gerdzie. Osłabiona Gerda dociera do Finki. Renifer prosi Finkę, by dała Gerdzie siłę dwunastu mężczyzn, jednak Finka opowiada, że największą mocą Gerdy jest oddane serce. Gerda po odzyskaniu sił wybiega z reniferem tak szybko, że ku przerażeniu Finki zapomniała ciepłego odzienia.
Renifer nie daje siły silnej zamieci, wobec czego Gerda zmuszona zostaje iść dalej sama. Zmęczona dociera do Pałacu Królowej Śniegu. Tam spotyka Kaja, którego serce zmieniło się w lód. W kontakcie z Gerdą z Kaja wypada odłamek lustra i ten uwalnia z mocy Królowej Śniegu. Dzieci są szczęśliwe ze zjednoczenia się, jednak nagle pojawia się Królowa Śniegu. Gerda nie chce jej oddać Kajowi, jednak Królowa Śniegu milczy. Wkrótce ona i jej pałac znikają.
Kaj i Gerda wracają do domu zabrani wpierw przez renifera i jego stado, potem Finkę na jej saniach, potem Laponkę na jej łodzi, a na końcu przez małą rozbójniczkę. W drodze mijają książęcy dwór, gdzie księżniczka, książę, kruk i wrona życzą im szczęścia. Po powrocie róże Gerdy i Kaja ponownie zakwitły. Ole Zmruż-oczko oznajmia, że przed nimi i innymi dziećmi jest wiele cudownych baśni, lecz ta jest skończona.

## Obsada głosowa
- Janina Żejmo – Gerda
- Anna Komołowa – Kaj
- Marija Babanowa – Królowa Śniegu
- Władimir Gribkow – Ole Zmruż-oczko
- Galina Kożakina – mała rozbójniczka
- Siergiej Martinson – kruk
- Jelena Ponsowa – wrona
- Aleksiej Konsowski – renifer
- Wiera Biendina – książę
- Tatjana Linnik – księżniczka
- Judif Glizier – 
  - przywódczyni rozbójników,
  - Laponka
- Marija Sinielnikowa – Finka
- Irina Murzajewa – stara wróżka
- Warwara Popowa – babcia Gerdy

## Animatorzy
Jelena Chłudowa, Giennadij Nowożyłow, Konstantin Czikin, Jelizawieta Komowa, Wadim Dołgich, Tatjana Fiodorowa, Władimir Krumin, Fiodor Chitruk, Wiktor Lichaczew, Igor Podgorski, Lidija Riezcowa, Rienata Mirienkowa

## Nagrody
- 1957: XXII Międzynarodowy Festiwal Filmowy w Wenecji - Złoty Lew w kategorii filmu animowanego
- 1958: XI Międzynarodowy Festiwal Filmowy w Cannes - Pierwsza nagroda w kategorii filmu animowanego
- 1958: Międzynarodowy Festiwal Filmów Animowanych w Rzymie - Pierwsza nagroda
- 1958: Festiwal Filmowy w Moskwie - Nagroda Specjalna
- 1959: III Międzynarodowy przegląd filmów festiwalowych w Londynie (Festiwal Festiwali) - Nagroda za najlepszy film roku

Źródło:

## Wersja polska
W Polsce film miał premierę kinową w 1958 roku. Następnie został wydany na kasetach VHS i płytach DVD.

### Wersja lektorska
Wersja wydana na VHS ze angielskim dubbingiem z 1990 roku i polskim lektorem Jerzym Rosołowskim.

### Pierwsza wersja dubbingowa
Pierwszy dubbing wykonano na potrzeby polskiej premiery kinowej w 1958 roku. Wersja ta nie zachowała się do dzisiejszych czasów.

### Druga wersja dubbingowa
Wersja z 2005 roku wydana na DVD w serii: Michaił Barysznikow – bajki z mojego dzieciństwa: Królowa śniegu (odc. 1)
W wersji polskiej udział wzięli: Hanna Kinder-Kiss i Adam Wnuczko

Tłumaczenie: Maciej Rosłoń

### Trzecia wersja dubbingowa
Wersja wydana w 2010 roku na DVD w ramach serii: Bajki rosyjskie – kolekcja.
Wystąpili:
- Katarzyna Łaska –
  - Gerda,
  - wrona,
  - przywódczyni rozbójników
- Monika Ambroziak –
  - Kaj,
  - Finka
- Agnieszka Fajlhauer –
  - Królowa Śniegu,
  - mała rozbójniczka,
  - księżniczka,
  - Laponka,
  - stara wróżka
- Krzysztof Zakrzewski – Ole Zmruż-oczko
- Dariusz Błażejewski –
  - kruk,
  - jeleń,
  - woźnica,
  - rozbójnicy
- Hanna Kinder-Kiss –
  - książę,
  - babcia Gerdy

Lektor: Piotr Borowiec